# Józef Krakor
Józef Krakor (ur. 4 lutego 1881 w Jedzbarku koło Olsztyna, zm. 6 kwietnia 1961 w Lesznie koło Olsztyna) – działacz polski na Warmii, zbieracz książek.

## Życiorys
Pochodził z rodziny chłopskiej. Od 1910 był mieszkańcem podolsztyńskiej wsi Leszno, gdzie należał do aktywnych współpracowników Towarzystwa Czytelni Ludowych na Warmii. Udzielał tej organizacji pomocy materialnej, a jednocześnie sam zbierał książki w języku polskim, które udostępniał okolicznym chłopom. 
W okresie plebiscytu był zaangażowany w ruch na rzecz zwycięstwa opcji polskiej. W latach 30. propagował na ziemi warmińskiej szkolnictwo i czytelnictwo polskie, pełnił obowiązki męża zaufania IV Dzielnicy Związku Polaków w Niemczech oraz kilkakrotnie męża zaufania polskich komitetów wyborczych w czasie wyborów do sejmu pruskiego. Do września 1939 był bibliotekarzem Wschodniopruskiego Oddziału Centralnej Biblioteki Polskiej w Niemczech i w latach wojny przechowywał nadal zbiory tej instytucji.
Był odznaczony Krzyżem Kawalerskim Orderu Odrodzenia Polski oraz Złotym Krzyżem Zasługi. Również z Jedzbarka pochodził inny Krakor, Wiktor (ur. 1895), późniejszy ksiądz katolicki-pallotyn.